# Bela Khotenashvili
Bela Khotenashvili est une grand maître international du jeu d'échecs géorgienne née à Telavi en Géorgie, le 1er juin 1988.
Au 1er juillet 2015, elle est la 12e mondiale, 8e européenne et 2e géorgienne avec un  Classement Elo est de 2 521.

## Carrière échiquéenne
Bela Khotenashvili fut championne du monde féminine des moins de 16 ans en 2004.
Elle remporte le championnat d'échecs féminin de Géorgie en 2012, 2017 et 2023.
Lors de la 41e Olympiade d'échecs de 2014 elle obtient, dans la catégorie féminine, la médaille d'argent au second échiquier, derrière la Russe Valentina Gounina et devant la Chinoise Ju Wenjun. Son équipe termine quatrième de cette olympiade.
| Année | Lieu                    | Résultat           | Ultime adversaire       | Adversaires battues      |
| ----- | ----------------------- | ------------------ | ----------------------- | ------------------------ |
| 2012  | Khanty-Mansiïsk, Russie | premier tour       | Maritza Arribas Robaina |                          |
| 2015  | Sotchi                  | huitième de finale | Zhao Xue                | Kübra Öztürk, Huang Qian |
| 2017  | Téhéran                 | premier tour       | Olga Zimina             |                          |
| 2018  | Khanty-Mansiïsk         | deuxième tour      | Dronavalli Harika       | Võ Thị Kim Phụng         |

En 2023, Khotenashvili se qualifie pour les quarts de finale de la coupe du monde féminine d'échecs.
| Année | Lieu   | Résultat                            | Ultime adversaire    | Adversaires battues                       |
| ----- | ------ | ----------------------------------- | -------------------- | ----------------------------------------- |
| 2021  | Sotchi | troisième tour (seizième de finale) | Bibisara Assaubayeva | Rameshbabu Vaishali                       |
| 2023  | Bakou  | quart de finale                     | Tan Zhongyi          | Karina Cyfka, Meri Arabidzé, Humpy Koneru |